# Демокріт (Веласкес)
«Демокрі́т» (ісп. Demócrito, Географ [El geógrafo]) — картина Дієго Веласкеса, що зображує античного філософа Демокріта. Картина зберігається в Руанському музеї образотворчого мистецтва (інв. номер: 822.1.16).

## Іконографія
Лопес-Рей вважає «Демокріта» та «Вакха» написаними під впливом Рубенса.

## Історія
Картина за № 214 фігурувала на розпродажу колекції маркіза Карпіо, що відбувся 1692 року в Мадриді: «Портрет, розміром в 1 vara (прибл. 82 см), філософа, що сміється, зі сферою, оригінал Дієго Веласкеса». Єдина вказівка на довжину (vara), мабуть, відноситься до ширини. Згідно з документом, опублікованим Х. М. Піта Андраде, ця та інші картини були передані Педро Родрігесу, садівнику маркіза та маркізи Карпіо, як гонорар. Інший недатований документ, який стосується того ж аукціону, свідчить, що картини садівник купив. Обидва свідчення зберігаються в архівах Дому Альба у Мадриді. Часткова радіографія сфери та лівої руки зображеного показують, що вони написані поверх предмета, який впізнається важко — можливо, це чаша або кубок.
Існують дві копії цієї картини з невеликими варіаціями — вони були зроблені до того, як Веласкес переписав «Демокріта» з попередньої версії, т.з. «П'яниці».
Існує версія, що для картини позував блазень Пабло де Вальядолід.